# Aiurasyma potira
Aiurasyma potira är en skalbaggsart som beskrevs av Martins och Maria Helena M. Galileo 2001. Aiurasyma potira ingår i släktet Aiurasyma och familjen långhorningar. Inga underarter finns listade i Catalogue of Life.